# Котіглет
Котіглет (рум. Cotiglet) — село у повіті Біхор в Румунії. Входить до складу комуни Чейка.
Село розташоване на відстані 407 км на північний захід від Бухареста, 29 км на південний схід від Ораді, 107 км на захід від Клуж-Напоки, 146 км на північний схід від Тімішоари.

## Населення
За даними перепису населення 2002 року у селі проживали 495 осіб, усі — румуни. Усі жителі села рідною мовою назвали румунську.